# Бекеш (місто)

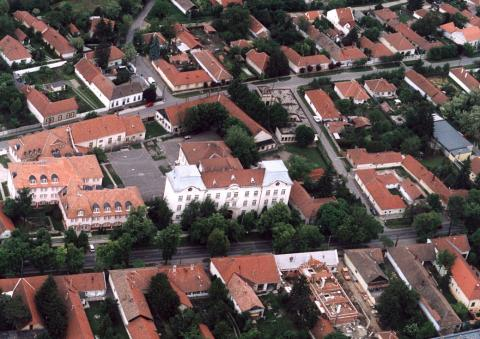
Вид на місто

Бекеш (угор. Békés, рум. Bichiş) — місто на південному сході Угорщини, у медьє Бекеш. Населення міста в 2001 році — 21   544 жителів. Площа міста   — 127,23 км².

## Географія і транспорт
Місто розташоване приблизно за 10 км на північ від центру медьє — міста Бекешчаба і за 190 км на південний схід від Будапешта. Через місто протікає річка Кереш. За 30 кілометрах на схід від міста проходить кордон з Румунією.

## Історія
Ім'я Бекеш спочатку носив замок, можливо, названий так за прізвиськом власника (Бекеш — в угорській мові «мирний»). В період з XI по XV століття замок Бекеш і поселення біля нього були столицею однойменного комітату.
В XV столітті Бекеш поступово став втрачати своє значення, роль столиці комітату перейшла до міста Дьюла.
У 1566 році Бекеш був зайнятий турками, в 1595 році місто було практично повністю зруйноване в ході боїв між угорцями та турками. Після звільнення від турків 1695 року місцевість практично обезлюділа, довершили розорення бої в ході повстання Ракоці на початку XVIII століття.
Протягом XVIII століття Бекеш поступово відновлювався, до кінця століття він налічував вже п'ять кварталів і три церкви (католицька, протестантська і православна). Серйозну проблему для міста представляли паводки на Кереші, у середині XIX століття було прийнято низку заходів для контролю за рівнем води в річці, зокрема прориті численні канали, багато з яких зараз в межах міста.
З 1872 року Бекеш став вважатися селом, але 15 квітня 1973 року знову отримав статус міста.

## Пам'ятки
- Ансамбль площі Сечені — центральної площі міста
- Протестантська церква в стилі цопф
- Католицька церква (1795)
- Грецька православна церква
- Міська ратуша.

## Міста-побратими
- Novi Itebejd, Сербія
- Георгень, Румунія
- Мишкув, Республіка Польща[1]